# Districte de Florești
El districte de Florești (en romanès Raionul Florești) és una de les divisions administratives de la República de Moldàvia, fronterera amb Ucraïna. La capital és Florești. Altres ciutats importants són Ghindești i Mărculești. L'u de gener de 2005, la seva població era de 89.200 habitants. A Florești, el PCRM hi obtingué el 54% dels vots a les eleccions del 2005.